# لکسی الیجی
لکسی الیجی (انگلیسی: Lexii Alijai; زاده ۱۹ فوریهٔ ۱۹۹۸ – درگذشته ۱ ژانویهٔ ۲۰۲۰) رپر اهل سینت‌پال، مینه‌سوتای ایالات متحده آمریکا بود. او نوه کورنبرگ تروتمن بنیان‌گذار گروه موسیقی زاپ بود. پدر او، راجر لینچ نیز نوازنده بود. وی بین سال‌های ۲۰۱۳ تا ۲۰۲۰ میلادی فعالیت می‌کرد. لکسی الیجی در اول ژانویه سال ۲۰۲۰ در سن ۲۱ سالگی درگذشت.

## دیسکوگرافی

### آلبوم‌های استودیویی
- دردهای رو به رشد (۲۰۱۷)[۱]

### ترکیبی
- فوق‌العاده شیرین ۱۶s (۲۰۱۴)[۲]
- در ضمن (۲۰۱۴)[۲]
- احساس-کمتر (۲۰۱۴)[۲]
- کت جوزف (۲۰۱۵)[۱]

### مهمان
- کلانی - «حسود» شما باید اینجا باشید (۲۰۱۵)